# Dustin Pedroia
Dustin Luis Pedroia (Woodland, 17 augustus 1983) is een Amerikaans voormalig professioneel honkbalspeler. Hij speelde zijn volledige professionele carrière, van 2006 tot 2019, voor de Boston Red Sox. Hij speelde vooral als tweede honkman.
In 2007 ontving Pedroia de American League Rookie of The Year Award. In 2008 werd hij verkozen tot meest waardevolle speler van de American League. Hij won in 2007 en 2013 de World Series met de Red Sox.
Op 1 februari 2021 kondigde Pedroia aan met pensioen te gaan.

## Amateur carrière
Pedroia speelde drie jaar op college niveau, voor de Arizona State Sun Devils van de Arizona State University. Hij speelde samen met toekomstig MLB-spelers Ian Kinsler en Andre Ethier. Hij behaalde in zijn drie seizoenen nooit een slaggemiddelde slechter dan .347, en behaalde in zijn drie seizoenen samen een slaggemiddelde van .384, met 298 honkslagen, 14 homeruns en 146 RBI's in 185 wedstrijden.

## Professionele carrière

### Draft &Minor League
Pedroia werd in de Major League Baseball-draft van 2004 in de tweede ronde, met de 65e keuze overall, gekozen door de Boston Red Sox. Hij ontving een tekenbonus van $575.000,-.

### Boston Red Sox
Pedroia maakte op 22 augustus 2006 zijn debuut in de MLB in een wedstrijd tegen de Los Angeles Angels of Anaheim. In 2007 werd hij de vast tweede honkman voor de Red Sox. Hij was de tweede speler ooit, en de eerste rookie, die een homerun sloeg in de eerste slagbeurt van een World Series. Hij won dat jaar de World Series met de Red Sox.
Op 3 december 2008 tekende Pedroia een zesjarig contract met een waarde van $40.5 miljoen, en de mogelijkheid voor de Red Sox om het contract voor $11 miljoen nog een jaar te verlengen.
Op 23 juli 2013 tekende Pedroia een achtjarige contractverlenging bij de Red Sox, met een waarde van $110 miljoen. Hij was in het seizoen 2013 de enige Red Sox speler die meer van 150 wedstrijden speelde in het reguliere seizoen - hij speelde er 160.